# Massimiliano Dematteis
Massimiliano Dematteis (11 de noviembre de 1970 (54 años) es un botánico y taxónomo italiano-argentino
Es licenciado en genética (UNaM -1995). En 2000 obtiene su doctorado en Ciencias Biológicas en la Universidad Nacional de Córdoba.
Ha desarrollado actividad científica en el "Departamento de Botánica", de la Universidad Nacional del Nordeste, en taxonomía de plantas nativas americanas. Además desarrolló la carrera de investigador en el CONICET.

## Honores[1]
- Comisión redactora científica de la prestigiosa revista "Darwiniana".
- Desde mayo de 1988: Delegado Regional de la Sociedad Argentina de Botánica
- Desde 2004 a 2010: editor asociado de la revista "Bonplandia", del Instituto de Botánica del Nordeste (Argentina)
- Desde marzo de 2010: director de Bonplandia
- Miembro titular de la Comisión Consultiva del Parque Nacional Mburucuyá (Corrientes, Argentina), dependiente de la Administración de Parques Nacionales desde agosto de 2007
- Vicepresidente de la Comisión Organizadora de las XXXI Jornadas Argentinas de Botánica organizadas por la Sociedad Argentina de Botánica, septiembre de 2007, ciudad de Corrientes
- Miembro Titular del Consejo Directivo del Instituto de Botánica del Nordeste (UNNE-CONICET), desde diciembre de 2009
- Desde septiembre de 2008 a septiembre de 2010: vicedirector del Departamento de Biología, Facultad de Ciencias Exactas y Naturales y Agrimensura de la UNNE
- Coordinador del Área de Biología General desde abril de 2009 a abril de 2011

## Algunas publicaciones
- m. Dematteis. 2005. Tipificación e identificación de Vernonia pseudolinearifolia (Vernonieae, Asteraceae). Bol. de la Sociedad Argentina de Botánica 40 (3-4): 307–310

- --------------. 2005. Revisión de Mattfeldanthus, un género de Vernonieae (Asteraceae) endémico del nordeste de Brasil. Bonplandia 14 (1-2): 73–81

- l.p. Deble, m. Dematteis, j.n. Marchiori. 2005. Lessingianthus magnificus (Asteraceae) nova espécie do norte do Uruguai e Rio Grande do Sul (Brasil). Balduinia 5: 1–3

- m. Dematteis. 2006. Two new species of Lessingianthus (Vernonieae, Asteraceae) from the Brazilian highlands. Bot. J. of the Linnean Soc. 150 (4): 487–493

- --------------, a. Fernández, a.d. Acosta. 2006. Heterochromatin variation in Oziroë argentinensis (Hyacinthaceae) revealed by florescent banding. Caryologia 59 (2): 104–111

- --------------. 2006. Vernonanthura warmingiana (Asteraceae: Vernonieae), a new species from Brazil. Brittonia 58 (2): 182–188

- --------------. 2006. New species of Lessingianthus (Asteraceae, Vernonieae) from central Brazil. Blumea 51 (2): 299–304

- --------------, c.l. Cristóbal. 2006. Senecio glandulifer (Senecioneae, Asteraceae): una nueva especie del nordeste de Argentina. Novon 16 (4): 476–479

- --------------. 2007. Vinicia tomentosa, nuevo género y especie de Lychnophorinae (Vernonieae, Asteraceae) de Minas Gerais, Brasil. Bonplandia 16 (3-4): 259–264

- --------------, s.e. Freire, a.a. Sáenz. 2007. Nuevo nombre y nuevas combinaciones en Asteraceae. En: F. O. Zuloaga, O. Morrone & M. J. Belgrano (eds.) Novedades taxonómicas y nomenclaturales para la flora vascular del cono sur de Sudamérica. Darwiniana 45 (2): 236-241

- s.m. Pire, m. Dematteis. 2007. Pollen aperture heteromorphism in Centaurium pulchellum (Gentianaceae). Grana 46 (1): 1–12

- m.r. Surenciski, m. Dematteis, e. Flachsland. 2007. Chromosome stability in cryo-preserved germplasm of Cyrtopodium hatschbachii Pabst (Orchidaceae). Ann. Botanici Fennici 44 (4):287–292

- m. Dematteis, j. Molero, m.b. Angulo, a.m. Rovira. 2007. Chromosome studies on some Asteraceae from South America. Bot. J. of the Linnean Soc. 153 (2): 221–230

- --------------. 2007. Taxonomic notes on the genus Chrysolaena (Vernonieae, Asteraceae), including a new species endemic to Paraguay. Ann. Botanici Fennici 44 (1): 56–64

- a.j. Vega, m. Dematteis. 2008. Eupatorium rufescens y Vernonia oligactoides (Asteraceae), nuevas citas para la flora argentina. Bonplandia 17 (1): 83–89

- a. Krapovickas, m. Dematteis. 2008. Butia eriospatha (Drude) Becc., palmera naturalizada en el norte de Misiones (Argentina). Bonplandia 17 (1): 91–92

- n. Roque, j.m. Gonçalves, m. Dematteis. 2008. A new species of the Brazilian genus Chresta (Asteraceae, Vernonieae) from Bahia. Bot. J. of the Linnean Soc. 156 (3): 587–590

- m. Dematteis. 2008. New species and new combinations in the South American genus Lessingianthus (Vernonieae, Asteraceae). Edinburgh J. of Bot. 65 (3): 359–368

- r.a.x. Borges, m. Dematteis. 2008. A new species of Lessingianthus (Asteraceae: Vernonieae) from Minas Gerais, Brazil. Brittonia 60 (4): 377–381

- m. Dematteis, m.b. Angulo. 2008. Taxonomic position and identity of Stenocephalum monticola (Vernonieae, Asteraceae). Blumea 53 (3): 621–626

- --------------, s.m. Pire. 2008. Pollen morphology of some species of Vernonia sensu lato (Vernonieae, Asteraceae) from Argentina and Paraguay. Grana 47 (2): 117–129

- --------------. 2009. Revisión taxonómica del género sudamericano Chrysolaena (Vernonieae, Asteraceae). Bol. de la Sociedad Argentina de Botánica 44(1-2): 103–170

- l. Ramella, p. Perret, m. Dematteis, s. Freire, m. Soloaga. 2009. Tipificaciones y sinónimos nuevos en Senecioneae y Vernonieae (Compositae) de la flora del Paraguay. Candollea 64 (1): 157–162

- m.b. Angulo, m. Dematteis. 2009. Caryological analysis of South American species of Vernonia (Vernonieae, Asteraceae). Plant Biosystems 142 (1): 20–24

- --------------, ---------------. 2009. Karyotype analysis in eight species of Vernonia (Vernonieae, Asteraceae) from South America. Caryologia 62 (2): 81–88

- --------------, ---------------. 2010. Pollen morphology of the South American genus Lessingianthus (Vernonieae, Asteraceae) and its taxonomic implications. Grana 49 (1): 12–25

### Libros
- carmen lelia Cristóbal, massimiliano Dematteis. 2003. 280. Asteraceae, pt. 18, Tribu I, Vernonieae. En: Flora fanerogámica Argentina. Editor Proflora (Conicet), 53 pp.

#### Capítulos
- s.m. Pire, m. Dematteis. 2006. Gentianaceae. En: S. M. Pire, M. L. Anzótegui & A. G. Cuadrado (eds.) Flora Polínica del Nordeste Argentino 3: 71–80 + 5 figs. Ed. Eudene, Corrientes

- n. Bayón, m. Dematteis. 2008. Asteraceae, Tribu Vernonieae. En: F. O. Zuloaga, O. Morrone & M. J. Belgrano (eds.) Catálogo de las Plantas Vasculares del Cono del Sur (Argentina, Sur de Brasil, Chile, Paraguay y Uruguay). Monogr. Syst. Bot. Missouri Bot. Gard. 114(3). Missouri Bot. Garden Press, Saint Louis

- j.n. Nakajima, a.m. Teles, m. Ritter, c.a. Mondin, m. Dematteis, g. Heiden, r.a.x. Borges, v.l. Rivera, j.b.a. Bringel, m. Saavedra, r.c.a. Pereira, m.r.c. Sales. 2009. Asteraceae. En: A. M. Giulietti, J. M. Cardozo, A. Rapini, L. Paganucci & M. J. G. Andrade (eds.) Catálogo de especies de plantas raras no Brasil p. 76–89. Ed. Conservação Internacional, Brasil

- a.l. Cabrera, m. Dematteis. 2009. Compositae VI. Asteroideae. Tribu Vernonieae. En: L. Ramella & P. Perret (eds.) Flora del Paraguay 39: 65–268. Conservatoire et Jardin Botaniques de Geneve & Missouri Botanical Garden. ISBN 978-2-8277-0541-2

- La abreviatura «Dematt.» se emplea para indicar a Massimiliano Dematteis como autoridad en la descripción y clasificación científica de los vegetales.[2]